# Pierre-François-Xavier de Reboul de Lambert
Pierre-François-Xavier de Reboul de Lambert (Aix-en-Provence, 9 febbraio 1704 – Saint-Paul-Trois-Châteaux, 13 marzo 1791) è stato un vescovo cattolico francese.
È stato vescovo di Saint-Paul-Trois-Châteaux.

## Biografia
Era figlio di Honoré de Reboul, signore di Lambert, consigliere del parlamento di Aix, e di sua moglie Catherine du Puget Barbantane.
Conseguì il dottorato in teologia e la licenza in utroque iure ad Aix e fu ordinato prete. Fu nominato vicario generale dell'arcidiocesi di Aix.
Preconizzato vescovo di Saint-Paul-Trois-Châteaux da Luigi XV l'8 settembre 1743, fu confermato da papa Benedetto XIV il 16 dicembre successivo e consacrato il 16 febbraio 1744 da Louis-François-Renaud de Villeneuve, vescovo di Viviers.
Guidò la diocesi per quasi cinquant'anni.
Si oppose alla dissoluzione della sua diocesi decretata dall'Assemblea nazionale nel 1790, ma morì poco dopo. Il concordato del 1801 confermò la soppressione della sede vescovile di Saint-Paul-Trois-Châteaux.

## Genealogia episcopale
La genealogia episcopale è:
- Cardinale Guillaume d'Estouteville, O.S.B.Clun.
- Papa Sisto IV
- Papa Giulio II
- Cardinale Raffaele Sansone Riario
- Papa Leone X
- Papa Paolo III
- Cardinale Francesco Pisani
- Cardinale Alfonso Gesualdo di Conza
- Papa Clemente VIII
- Cardinale Pietro Aldobrandini
- Cardinale Laudivio Zacchia
- Cardinale Antonio Barberini, O.F.M.Cap.
- Cardinale Nicolò Guidi di Bagno
- Arcivescovo François de Harlay de Champvallon
- Cardinale Louis-Antoine de Noailles
- Vescovo Jean-François Salgues de Valdéries de Lescure
- Arcivescovo Louis-Jacques Chapt de Rastignac
- Vescovo Louis-François-Renaud de Villeneuve
- Vescovo Pierre-François-Xavier de Reboul de Lambert